# Ballzauber
Ballzauber è un cortometraggio muto del 1917 scritto e diretto da Danny Kaden, un regista polacco che lavorò in Germania durante gli anni dieci e parte degli anni venti. Fu il primo film tedesco per Lya Mara, una giovane attrice e ballerina di origine lettone che aveva iniziato la carriera cinematografica in Polonia, girando due film a fianco di Pola Negri.

## Produzione
Il film fu prodotto dall'Oliver-Film GmbH (Berlin).

## Distribuzione
Uscì nelle sale cinematografiche tedesche nel luglio 1917. La polizia a Berlino ne vietò la visione ai minori.